# Dihydrokodein
Dihydrokodein (někdy označovaný zkratkou DHC) je polosyntetické opioidní analgetikum předepisované na bolest nebo těžkou dušnost, nebo jako lék proti kašli, buď samotný, nebo smíchaný s paracetamolem, nebo aspirinem. Byl vyvinut v Německu v roce 1908 a poprvé uveden na trh v roce 1911.
Běžně je dostupný ve formě tablet, roztoků, a dalších perorálních forem, v některých zemích je k dispozici jako injekční roztok pro hluboké podkožní a intramuskulární podání. Stejně jako u kodeinu je třeba se vyhnout intravenóznímu podání, protože by mohlo způsobit anafylaktický šok a život ohrožující plicní edém. Dihydrokodein je k dispozici ve formě čípku na lékařský předpis.
Dihydrokodein se v některých případech používá jako alternativa nebo doplněk ke kodeinu. Z chemického hlediska se nejčastěji vyskytuje ve formě následujících solí (sestupně podle přibližné četnosti): hydrogen-tartrát (bitartrát), fosfát, hydrochlorid, tartarát, hydroiodid, methyliodid, hydrobromid, síran, a thiokyanatan. Konverzní faktory ze soli na volnou bázi jsou 0,67 pro hydrogen-tartrát, 0,73 pro fosfát, a 0,89 pro hydrochlorid.
Dihydrokodein byl vyvinut během intenzivního mezinárodního výzkumu zaměřeného na nalezení účinnějších léků proti kašli, a to zejména za účelem snížení přenosu tuberkulózy, černého kašle, zápalu plic a podobných nemocí vzduchem cca v letech 1895 až 1915. Dihydrokodein je strukturálně velmi podobný kodeinu. Je dvakrát silnější, než kodein. I když dihydrokodein má velmi aktivní metabolity (v podobě dihydromorfinu a dihydromorfin-6-glukuronidu (sto krát silnější)), tyto metabolity jsou produkovány v tak malém množství, že nemají klinicky významný vliv.
Dihydrokodeinu je také původní člen a chemický základ pro řadu podobných polosyntetických opioidů, jako acetyldihydrokodein, dihydrokodeinon (hydrokodon), dihydroizokodein, nikocodeine, a nikodikodein.

## Indikace
Schválenou indikací pro dihydrokodein je tlumení mírné až středně silné bolesti, kašel a dušnost. Stejně jako je tomu u jiných drog v této skupině, dávky proti kašli jsou zpravidla menší než při analgetickém použití. Dihydrokodein je silný lék proti kašli, stejně jako všechny ostatní blízce příbuzné látky z „kodeinové rodiny“ – hydrokodon, oxykodon, ethylmorfin či silný hydromorfon.
Při tlumení bolesti je dihydrokodein obvykle podáván v podobě tablet nebo kapslí obsahujících 15–16 mg nebo 30–32 mg látky; kromě dihydrokodeinu mohou některé léčivé přípravky obsahovat také další účinné látky, jako je aspirin, paracetamol (paralen), ibuprofen a další.
Tablety s řízeným uvolňováním jsou k dispozici jak pro tlumení bolesti, tak pro tlumení kašle, a to v podobě tablet obsahujících 60–120 mg účinné látky. V některých přípravcích (určených především proti kašli) mohou být přítomny i další účinné látky, jako jsou antihistaminika. Jiné perorální formy, jako jsou sublingvální kapky a podobně, mohou být také k dispozici.
Dihydrokodein je možné podat i injekčně, a to zpravidla hlubokým podkožním vpichem.

## Vedlejší účinky
Stejně jako u jiných opioidů, časté užívání dihydrokodeinu může vést k nárůstu tolerance a ke vzniku fyzické a psychické závislosti. Všechny opioidy aplikované ve vysokých dávkách mohou ovlivnit mentální a psychické schopnosti nutné pro vykonávání potenciálně nebezpečných aktivit, jako jsou řízení nebo manipulace s těžkou technikou.
Svědění a zrudnutí kůže (případně další projevy dilatace cév) patří mezi poměrně typické vedlejší účinky kvůli uvolnění histaminu v reakci na aktivování jednoho nebo více typů receptorů v centrální nervové soustavě. Tento vedlejší účinek lze potlačit pomocí antihistaminik první generace – tripelennamin (Pyrabenzamin), klemastin (Periactin), hydroxyzin (Atarax), difenhydramin (Benadryl), doxylamin (NyQuil) a dalších – která navíc mohou mírně zesílit analgetický účinek dihydrokodeinu.
Jako u všech léků, vedlejší účinky závisí na konkrétní osobě, která si daný lék vezme. Projevy se mohou výrazně lišit – od sotva postřehnutelných po extrémní; od lehké bolesti hlavy po obtíže s dýcháním vyvolané působením opioidu na dechové centrum.
Zácpa patří mezi typický a častý vedlejší účinek téměř všech opioidů. Tlumí totiž peristaltiku střev. Proto je možné dihydrokodein použít k zastavení průjmů.

## Chemická příbuznost sdalšími opioidy
Dihydrokodein je rodičovská látka řady středně silných narkotik, mezi která patří, mimo jiné, hydrokodon, nikokodein, nikodikodein, thebain a acetyldihydrokodein.
Zatímco konverze kodeinu na morfin je náročná a nepříliš výhodná, dihydrokodein lze konvertovat na dihydromorfin s velmi vysokou účinností (přes 95 %). Dihydromorfin je široce rozšířený v Japonsku a může být přeměněn na hydromorfon.
Dihydrokodein může být detekován pomocí Froehdeho činidla.

## Rekreační užití
Dihydrokodein může vyvolat euforický stav při užití dávek vyšších než obvyklých pro tlumení bolesti nebo kašle, a proto není jeho rekreační využití výjimkou. Typická rekreační dávka může být cokoli mezi 70 mg a 500 mg, nebo – u uživatelů s vysokou tolerancí – i více.

## Léky registrované v Česku
V Česku je v současnosti (prosinec 2018) registrovaný pouze jeden léčivý přípravek obsahující dihydrokodein – DHC CONTINUS tablety s řízeným uvolňováním (60 mg, 90 mg, 120 mg).